# Ananindeua
Ananindeua − miasto w północnej Brazylii, w stanie Pará, we wschodniej części zespołu miejskiego Belém.
Około 443 tys. mieszkańców.
W mieście rozwinął się przemysł spożywczy.